# Karcolatok
Karcolatok (pol. Szkice) – pierwszy solowy album studyjny Ákosa Kovácsa. Album był nagrywany w Tom-Tom Stúdió i został wydany w 1991 roku przez Hungaroton-Start na MC, LP i CD. W 2005 roku album został wznowiony przez Warner-Magneoton na CD. Album zajął pierwsze miejsce na liście Top 40 album- és válogatáslemez-lista i osiągnął status złotej płyty na Węgrzech.

## Lista utworów
1. "Tanulékony szörnyeteg" (4:10)
2. "Hold On" (4:30)
3. "Átkozz el (Az Isten dalol)" (4:22)
4. "Girl In The Café" (3:12)
5. "A lámpagyújtogató dala" (4:04)
6. "Menekülj" (3:48) (CD bonus)
7. "Hello" (4:36)
8. "Tudnom kell" (4:17)
9. "Keresd meg a lányt" (4:07)
10. "Minden élet" (4:41)
11. "Én leszek" (2:18)

## Twórcy
- Tibor Fekete – gitara basowa (1–2, 4–10)
- Péter Dorozsmai – perkusja (1–10)
- Kornél Horváth – perkusja (4, 8–9)
- Ákos Kovács – gitara (1, 3, 10)
- Attila László – gitara (1–2, 4, 7–9)
- Zoltán B. Bíró – gitara (5)
- Zoltán Maróthy – gitara (6–7, 10)
- Róbert Rátonyi Ifj. – instrumenty klawiszowe (1, 4, 8)
- Ákos Kovács – wokal (1–11)
- Ákos Kovács – wokal wspierający (1, 3, 5–10)
- Ildikó Keresztes – wokal wspierający (6, 10)
- Bernadett Tunyoghy – wokal wspierający (6, 10)
- Andrea Malek – wokal wspierający (7)
- Péter Dorozsmai – syntezator (2, 5–7, 10)
- Zsolt Hauber – syntezator (3)
- Róbert Rátonyi Ifj. – syntezator (9)
- Ákos Kovács – syntezator (11)

### Produkcja
- aranżacja: Zoltán B. Bíró, Tibor Fekete, Attila László, Péter Dorozsmai, Zsolt Hauber
- projekt okładki: Ákos Kovács
- inżynier dźwięku: Péter Dorozsmai
- teksty: Jon-Morgan Smith (2), Ákos Kovács (1, 3–11)
- miks: Attila László, Péter Dorozsmai, Ákos Kovács
- muzyka: Zoltán B. Bíró (5), Jon-Morgan Smith (2), Attila László (8), Péter Dorozsmai (6), Zsolt Hauber (3), Ákos Kovács (1, 4, 7, 9–11)
- zdjęcia: Bertalan Fehér